# Вильхельмссон, Оскар
Оскар Ингемар Кристоффер Вильхельмссон (швед. Oscar Ingemar Kristoffer Vilhelmsson; родился 2 октября 2003, Оса, Швеция) — шведский футболист, нападающий немецкого клуба «Дармштадт 98».

## Футбольная карьера
Оскар Вильхельмссон - уроженец шведского города Оса, расположенного в лене Халланд. До четырнадцати лет занимался футболом в команде своего города, в 2017 году перешёл в академию клуба «Гётеборг». 22 августа 2019 года принял участие в матче кубка Швеции против команды низших дивизионов «Астрио», выйдя на замену на 66-й минуте вместо Лассе Вибе и отличившись голом спустя двадцать минут.
С сезона 2020 года тренируется с основной командой. 12 июля 2020 года дебютировал в чемпионате Швеции в поединке против «Юргордена», выйдя на поле на замену на 89-й минуте вместо Саргона Абрахама.
Оскар Вильхельмссон является основным игроком сборной Швеции до 17 лет.

## Достижения
«Гётеборг»
- Обладатель Кубка Швеции (1):2019/20